# Sollevamento pesi ai Giochi della XXIII Olimpiade - Pesi massimi
La competizione della categoria pesi massimi (fino a 110 kg) di sollevamento pesi ai Giochi della XXIII Olimpiade si è svolta il giorno 7 agosto 1984 al Gersten Pavilion di Los Angeles.

## Regolamento
La classifica era ottenuta con la somma delle migliori alzate delle seguenti 2 prove:
- Strappo
- Slancio

Su ogni prova ogni concorrente aveva diritto a tre alzate. In caso di parità vinceva il sollevatore che pesava meno.

## Risultati
| Pos.    | Atleta                | Nazione        | Peso Atleta | Strappo | Strappo | Strappo | Strappo | Slancio | Slancio | Slancio | Slancio | Totale      |
| Pos.    | Atleta                | Nazione        | Peso Atleta | 1       | 2       | 3       | Tot     | 1       | 2       | 3       | Tot     | Tot         |
| ------- | --------------------- | -------------- | ----------- | ------- | ------- | ------- | ------- | ------- | ------- | ------- | ------- | ----------- |
| Oro     | Norberto Oberburger   | Italia         | 104,55      | 170,0   | 175,0   | 180,0   | 175,0   | 205,0   | 210,0   | 215,0   | 215,0   | 390,0       |
| Argento | Ștefan Tașnadi        | Romania        | 110,00      | 167,5   | 172,5   | 172,5   | 167,5   | 205,0   | 212,5   | 215,0   | 212,5   | 380,0       |
| Bronzo  | Guy Carlton           | Stati Uniti    | 108,75      | 162,5   | 162,5   | 167,5   | 167,5   | 205,0   | 210,0   | 225,0   | 210,0   | 377,5       |
| 4       | Frank Seipelt         | Germania Ovest | 100,60      | 150,0   | 155,0   | 160,0   | 160,0   | 200,0   | 207,5   | 212,5   | 207,5   | 367,5       |
| 5       | Albert Squires        | Canada         | 105,50      | 155,0   | 160,0   | 165,0   | 165,0   | 195,0   | 200,0   | 205,0   | 200,0   | 365,0       |
| 6       | Ric Eaton             | Stati Uniti    | 109,90      | 152,5   | 157,5   | 157,5   | 152,5   | 192,5   | 197,5   | 200,0   | 200,0   | 352,5       |
| 7       | Giannis Gerontas      | Grecia         | 103,20      | 147,5   | 152,5   | 152,5   | 152,5   | 190,0   | 197,5   | 202,5   | 197,5   | 350,0       |
| 8       | Olaf Peters           | Germania Ovest | 102,90      | 152,5   | 157,5   | 157,5   | 157,5   | 190,0   | 190,0   | 195,0   | 190,0   | 347,5       |
| 9       | Calvin Stamp          | Giamaica       | 104,90      | 135,0   | 140,0   | 145,0   | 140,0   | 180,0   | 185,0   | 187,5   | 180,0   | 330,0       |
| 10      | Abuaihuda Ozon        | Siria          | 108,15      | 140,0   | 145,0   | 147,5   | 145,0   | 170,0   | 175,0   | 175,0   | 170,0   | 315,0       |
| -       | Gary Taylor           | Gran Bretagna  | 106,70      | 170,0   | 175,0   | 175,0   | 170,0   | 195,0   | 195,0   | 202,5   | NVL     | DNF         |
| -       | Ashraf Mohamed        | Egitto         | 102,05      | 135,0   | 135,0   | 135,0   | NVL     | 180,0   | 190,0   | 190,0   | 190,0   | DNF         |
| -       | Georgios Panagiotakis | Grecia         | 101,40      | 155,0   | 160,0   | 162,5   | 160,0   | 187,5   | 187,5   | 187,5   | NVL     | DNF         |
| -       | John Kyazze           | Uganda         | 102,60      | 92,5    | 95,0    | -       | NVL     | 115,0   | 120,0   | 120,0   | 120,0   | DNF         |
| -       | Göran Pettersson      | Svezia         | 108,50      | 155,0   | 165,0   | 177,5   | 165,0   | 185,0   | 195,0   | 205,0   | 195,0   | DSQ [360,0] |